# Flatland skimboarding
Flatland skimboarding – sport wodny polegający na ślizgu po powierzchni płytkiej warstwy wody. Jest to odmiana skimboardingu.

## Ogólne informacje
Flatland skimboarding przypomina zdecydowanie bardziej skateboarding, niż surfing, jak jest to w przypadku zwykłego skimboardingu. Można go uprawiać na wylewiskach, kałużach, rzeczkach, na brzegu morza jak i na sztucznych torach (w Polsce aktualnie znajdują się dwa całoroczne, sztuczne tory w Warszawie oraz w Gdańsku). 
Sport ten wygląda następująco - zawodnik wykonuje rozbieg (zarówno może być to rozbieg po suchej nawierzchni, jak i rozbieg już w wodzie), po osiągnięciu dostatecznej prędkości energicznie kładzie z wysokości deskę na powierzchni wody, po czym wskakuje na nią zajmując pozycję jak podczas jazdy na deskorolce (bokiem do kierunku ślizgu) i wykonuje triki.

## Skimboard (deska)
Deski do flatland skimboardingu wykonywane są w przeważającej większości ze sklejki, czasami zdarza się, że są wzmocnione karbonowymi warstwami bądź laminatem. Całość jest kilkukrotnie lakierowana wytrzymałym i wodoodpornym lakierem. Na wierzchniej stronie deski można użyć trzech rodzajów powierzchni ułatwiających kontrolę i zapobiegających poślizgnięciu się:
- folia przypominająca papier ścierny, bardzo podobna do grip tape'u stosowanego w deskorolkach
- specjalnie żłobiona pianka EVA
- lakier z domieszką granulatu antypoślizgowego

Skimboardy dodatkowo są wyginane, aby ułatwić zawodnikom ślizg i wykonywanie trików. Kierunki wygięcia jak i kąty są różne i często zależą od kształtu oraz przeznaczenia deski. Wyróżniamy dwa główne kształty desek:
- deski klasyczne - kształt przypominający łzę, bazujący na kształcie desek surfingowych posiadających przód i tył
- deski typu twin tip - symetryczny kształt na obu końcach deski, występują różne kształty zakończeń, chociaż dominuje kształt owalny

## Tricki
Tricki wykonywane na flatland skimbardzie możemy podzielić na pięć głównych grup:
- Ollie - podskoki z deską
- Shove-ity - obroty deską w płaszczyźnie poziomej w obie strony (180°, 360°, 540° itd.) podczas ślizgu z różnego rodzaju lądowaniem
- Pop shove-ity - j.w. lecz triki wykonywane są w powietrzu
- Body variale - obroty ciała bez lub z obrotem deski
- Flipy - obroty deską w płaszczyźnie pionowej w obie strony z wykorzystaniem ręki lub nogi

Często na zawodach używane są dodatkowo boxy i raile, które uatrakcyjniają zawody dla publiczności i dają większe możliwości dla zawodników.